# Pistoia
Pistoia je italské město v oblasti Toskánska, hlavní město stejnojmenné provincie, vynikající historickými památkami a vinařstvím. Ve městě žije přibližně 89 tisíc obyvatel.

## Historie
Původním jménem Pistoria (latinsky také Pistorium nebo Pistoriae) byla sídelním střediskem několika osad Galů, Ligurů a Etrusků již před příchodem Římanů. Ti ve 2. století před Kristem vystavěli oppidum (dnešní historické centrum) s osou v podobě silnice Via Cassia. Roku 62 před Kristem Pistoiu obsadil demagog Catilina a jeho spiklenci, o jejich spiknutí pojednává latinský spis De coniuratione Catilinae. Krátce na to byl Catilina v čele svého vojska zabit.
Roku 406 Pistoiu při nájezdu zničili Germáni Ostrogóti. Během 5. století bylo město pod byzantskou vládou znovu vystavěno a stalo se sídlem biskupa s biskupským chrámem sv. Zena, jehož zbytky se dochovaly v podobě sloupů mezilodní arkády a v základovém zdivu krypty. V této době Lombardského království byla Pistoia královským městem, nadaným několika privilegii.
Roku 1177 byla Pistoia prohlášena svobodným městem, vybudovala si kamenné hradby s branami, správní budovy a stala se významným politickým i náboženským centrem. Bohatla také z poutních cest, protože byla křižovatkou na cestě poutníků ze Říma do Španělska ke hrobu sv. Jakuba v Santiago de Compostela.
Roku 1254 byli zde vládnoucí ghibelini poraženi florentskými guelfy. Krátkou výjimkou z nesmiřitelného souboje černých ghibellinů proti bílým guelfům bylo 14. století, kdy nejprve v čele města stál Ormanno Tedici, a později je ovládl Castruccio Castracani a podřídil je Lucce. Dante v Božské komedii svobodné město Pistoiu zmínil jako rodiště Vanniho Fucciho v Pekle a Michelangelo nazval obyvatele Pistoie „nepřáteli nebes“.
Oficiálně byla Pistoia připojena k Florencii roku 1530. V téže době se zde začaly vyrábět krátké palné zbraně, které se podle města původu nazývaly a dodnes nazývají pistole. Etymologický původ slova pistole je ale z češtiny.
Roku 1786 byl do města svolán Jansenistický biskupský synod.
Od 19. století se město zásadně rozrostlo, zejména průmyslovou výrobou.
V roce 2001  zde byla otevřena první fakulta univerzity, sdružené s univerzitou ve Florencii.
Dodnes se tu pořádají proslulé květinové trhy, podobně jako je má nedaleká Pescia.

## Památky
- Dóm Sv. Zenona; na základech římské stavby z 5. století, pobořené Germány, byla postavena do roku 1109 románská trojlodní bazilika s šikmou věží, oltáře gotické a renesanční, jeden navrhl Filippo Brunelleschi. Základy a krypta s hrobem sv. Zenona pocházejí z 5. století. Před hlavním oltářem je vztyčen románský kříž s byzantinizující malbou ukřižovaného Krista mezi pašijovými scénami, z 12. století; na stěnách zbytky gotických fresek, mj. sv. Agáta a Eulálie.
- Baptisterium, románská stavba osmiboké křestní kaple proti dómu, uvnitř pulpit z bílého carrarského mramoru s figurální výzdobou evangelistů vytesal slavný sochař Giovanni Pisano kolem roku 1310
- Chrám Panny Marie Pokorné, renesanční stavbu projektoval architekt Giorgio Vasari roku 1509; má osmibokou kupoli o výšce 59 metrů, tj. třetí největší v Itálii
- Bazilika sv. Pavla románská trojlodní bazilika s románským tympanonem na západním portálu, s reliéfem stojící postavy sv. Pavla s mečem, mezi anděly.
- Chrám Sv. Jana za městem raně gotická stavba (1263)obložená bílými a zelenými mramorovými deskami, adaptovaná v 17. století; uvnitř gotický oltář Panny Marie se sv. Jakubem namaloval Taddeo Gaddi, sochy tesal Giovanni Pisano, další oltář zdobí polychromovaný fajánsový reliéf Zvěstování, která vytvořil Lucca della Robbia koncem 15. století
- Chrám sv. Ondřeje, románsko-gotická stavba, gotickou kazatelnu z bílého mramoru s figurální sochařskou výzdobou tesal slavný Giovanni Pisano kolem roku 1310
- chrám Sv. Františka z Assisi řádu minoritů, stavba zahájena roku 1289, fasáda nebyla dokončena, cyklus fresek v hlavní kapli ze života sv. Františka pochází ze 14.–15. století
- Chrám sv. Benedikta ze 14. století, přestavěn kolem 1630. Vnitřní výzdoba: 1390 Zvěstování P.M., vytvořil Giovanni di Bartolomeo Cristiani, a Škola sv. Benedikta s klásřerem, barokní vyobrazení dějin řádu rytířů sv. Benedikta maloval Giovanni Battista Vanni (1660).

- Nemocnice (Ospedale del Ceppo), renesanční stavba prvního městského špitálu, keramické reliéfy s pestrobarevnou glazurou na fasádě loggie a v předsíni vytvořil florentský sochař Giovanni della Robbia; nyní muzeum chirurgických nástrojů
- Villa Celle v místní části Santomato, z 19. století, v parku  renesanční kaple, novogotický čajový pavilon a dvě desítky soch (kolekce současného umění)
- Budova prokuratury, původně radnice (Pallazzo del Commune), gotická kvádrová stavba na náměstí naproti dómu, vstupní hala s monumentálním schodištěm má stěny obloženy deskami se znaky soudců od roku 1330 do sklonku 18. století; sídlo městského muzea (Museo civico)
- Pallazzo Fabroni - renesnční palác s expozicí současného umění
- Palác rodiny Podesta
- Budova spořitelny – novorenesanční stavba s kamennou bosovanou rustikou, z přelomu 19. a 20. století

## Vývoj počtu obyvatel
Počet obyvatel

## Osobnosti města
- Klement IX., vlastním jménem Giulio Rospigliosi, (1600–1669), papež
- Francesco Onofrio Manfredini (1684–1762), houslista a hudební skladatel pozdního baroka
- Filippo Pacini (1812–1883), anatom
- Marino Marini (1901–1980), sochař a grafik
- Mauro Bolognini (1922–2001), filmový režisér
- Christian Orlandi (* 1998), herec
- Ardico Magnini, (1928–2020), fotbalista a trenér

## Partnerská města
- Pau, Francie (od 1975)
- Palermo, Itálie
- Kruševac, Srbsko
- Žitava, Německo